# Marie-José Dusonchet
Marie-José Dusonchet (Évian-les-Bains, 1940) è un'ex sciatrice alpina francese.

## Biografia
Sorella di Anne-Marie e madre di Pascaline Freiher, a loro volta sciatrici alpine, Marie-José Dusonchet, sciatrice polivalente originaria di Megève, debuttò in campo internazionale in occasione del trofeo Arlberg-Kandahar 1957 (Chamonix, 8-10 marzo), dove si classificò 29ª nella discesa libera e non completò lo slalom speciale, e l'anno dopo si piazzò 4ª nel Gornergrat Derby (Zermatt, 16 marzo 1958); nel 1960 vinse la medaglia d'oro nella discesa libera e nella combinata e quella d'argento nello slalom speciale alla I Universiade invernale di Chamonix 1960. Nella stagione 1960-1961 fu 4ª nella discesa libera del Criterium de la première neige (Val-d'Isère, 16-18 dicembre); l'ultima gara della sua carriera fu lo slalom speciale della Coppa dei Tre comuni ladini 1962, disputato in Val Gardena il 28 gennaio e chiuso dalla Dusonchet al 12º posto. Non prese parte a rassegne olimpiche o iridate.

## Palmarès

### Universiadi
- 3 medaglie[5]:
  - 2 ori (discesa libera, combinata a Chamonix 1960)
  - 1 argento (slalom speciale a Chamonix 1960)

### Campionati francesi
- 1 oro (discesa libera nel 1960)[senza fonte]